# Menzen (Heimenkirch)
Menzen (westallgäuerisch: ts Mentsə) ist ein Gemeindeteil der Marktgemeinde Heimenkirch im bayerisch-schwäbischen Landkreis Lindau (Bodensee).

## Geographie
Das Dorf liegt rund einen Kilometer nordöstlich des Hauptortes Heimenkirch und zählt zur Region Westallgäu.

## Ortsname
Der Ortsname stammt vom Personen(kurz)namen Menze und bedeutet (Ansiedlung) des Menze.

## Geschichte
Menzen wurde erstmals urkundlich um das Jahr 1290 als Menzin in Zinrodeln des Klosters Mehrerau erwähnt. Um das Jahr 1500 bestand der Ort aus 3–4 Gütern, zu denen zwei Söldernhäuser im Jahr 1650 dazukamen. 1770 fand die Vereinödung des Orts mit zwölf Teilnehmern statt. Der Ort gehörte einst zum Gericht Simmerberg in der Herrschaft Bregenz.